# Garnizonowy Ośrodek Mobilizacyjny w Szczecinie

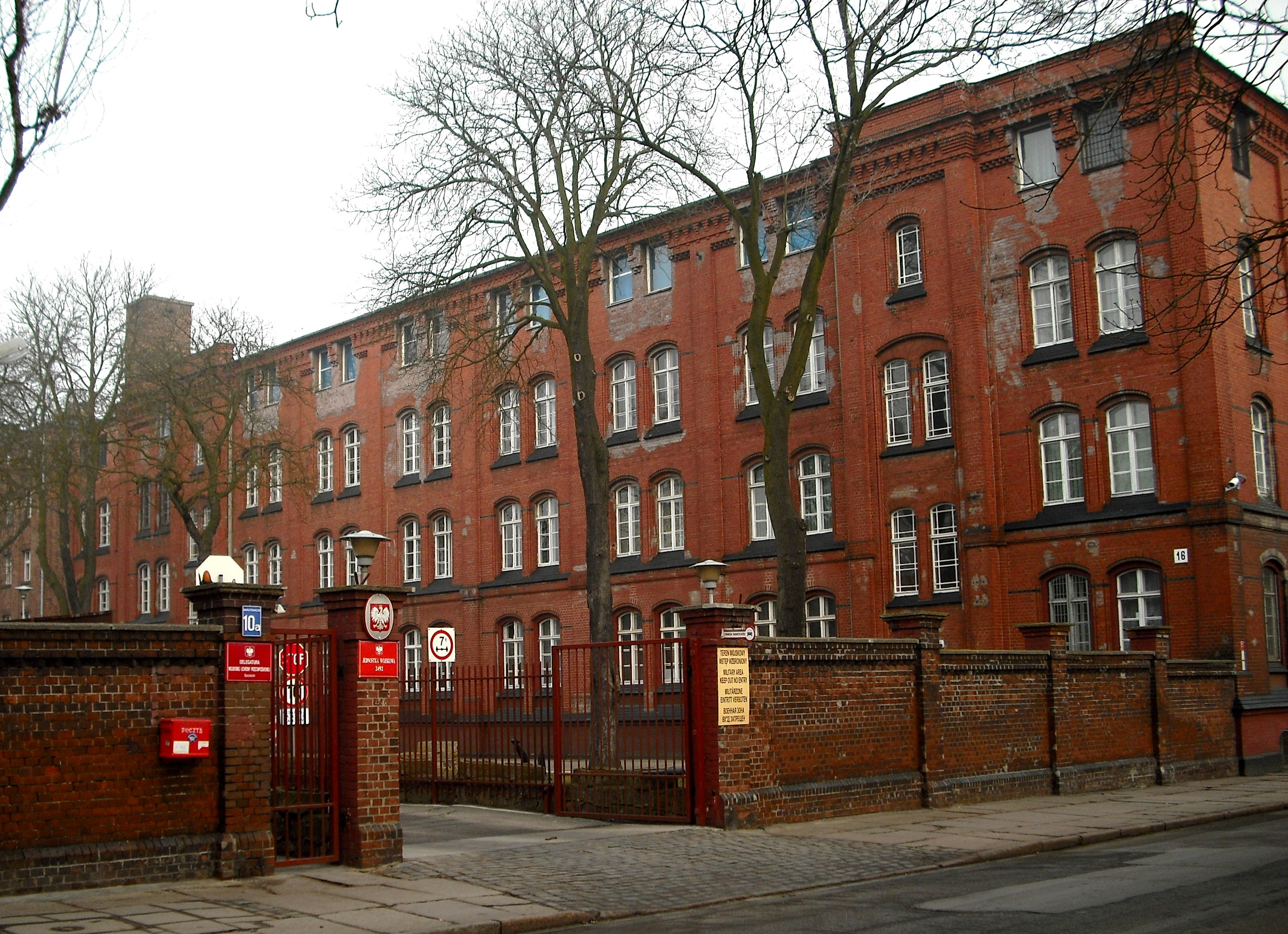
W tych koszarach stacjonowała jednostka

Garnizonowy Ośrodek Mobilizacyjny w Szczecinie - była polska jednostka wojskowa.
Jednostka powstała w grudniu 1998 roku. 
Przeznaczona była do mobilizowania pododdziałów i oddziałów wojskowych na czas wojny. Jej dowódca pełnił również obowiązki komendanta garnizonu Szczecin.
Jednostka była oddziałem gospodarczym dla wielu instytucji garnizonu Szczecin.
W skład GOM wchodził również areszt garnizonowy.
Jej dowódcą od chwili powstania do roku 2007 był ppłk mgr Andrzej Sauter, a potem ppłk mgr dypl. Mirosław Pieczykolan. 
31 grudnia 2011 r. jednostka została rozformowana. W tym samym roku w kompleksie koszarowym w rejonie ul. Potulickiej/Narutowicza powstał 15 Wojskowy Oddział Gospodarczy.